# Director general de la Policía de Investigaciones de Chile
El director general de la Policía de Investigaciones de Chile es el jefe máximo de la policía civil de Chile. Director general corresponde al grado y cargo por encima de los de prefecto general y prefecto inspector, cuya misión es dirigir y comandar a la PDI.

## Designación y funciones
El director general es designado por el presidente de la República de entre los ocho oficiales policiales de mayor antigüedad de la institución, con grado de Prefecto General o Prefecto Inspector. Sólo puede desempeñar su cargo por un plazo máximo de seis años consecutivos.
Es el nivel directivo superior de la institución, que preserva los principios y la doctrina institucional. Establece, consolida, difunde y desarrolla las políticas de la PDI.[cita requerida]

## Directores generales de la Policía de Investigaciones de Chile
| N.º | Titular                       | Inicio                   | Final                    | Presidente                                                                 |
| --- | ----------------------------- | ------------------------ | ------------------------ | -------------------------------------------------------------------------- |
| 1   | Pedro Álvarez Salamanca       | 26 de diciembre de 1932  | 28 de septiembre de 1933 | Arturo Alessandri Palma                                                    |
| 2   | Waldo Palma Miranda           | 28 de septiembre de 1933 | 24 de diciembre de 1938  | Arturo Alessandri Palma                                                    |
| 3   | Osvaldo Fuenzalida Correa     | 24 de diciembre de 1938  | 9 de septiembre de 1940  | Pedro Aguirre Cerda                                                        |
| 4   | Osvaldo Sagües Olivares       | 10 de septiembre de 1940 | 2 de abril de 1942       | Pedro Aguirre Cerda                                                        |
| 5   | Armando Silva Valenzuela      | 2 de abril de 1942       | 13 de abril de 1942      | Juan Antonio Ríos Morales                                                  |
| 6   | Aquiles Frías Ahumada         | 13 de abril de 1942      | 3 de junio de 1942       | Juan Antonio Ríos Morales                                                  |
| 7   | Luis Tapia Rodríguez          | 4 de junio de 1942       | 16 de junio de 1942      | Juan Antonio Ríos Morales                                                  |
| 8   | Jorge Garretón Garretón       | 16 de junio de 1942      | 30 de mayo de 1945       | Juan Antonio Ríos Morales                                                  |
| 9   | Óscar Zagal Von Bennewitz     | 30 de mayo de 1945       | 18 de octubre de 1946    | Juan Antonio Ríos Morales                                                  |
| 10  | Osvaldo Sagües Olivares       | 18 de octubre de 1946    | 15 de febrero de 1947    | Gabriel González Videla                                                    |
| 11  | Gonzalo Escorza Marín         | 16 de febrero de 1947    | 27 de abril de 1947      | Gabriel González Videla                                                    |
| 12  | Luis Brun D'Avoglio           | 28 de abril de 1947      | 30 de septiembre de 1952 | Gabriel González Videla                                                    |
| 13  | Óscar Peluchonneau Bustamante | 30 de septiembre de 1952 | 3 de noviembre de 1952   | Gabriel González Videla                                                    |
| 14  | Luis Muñoz Monje              | 3 de noviembre de 1952   | 1 de marzo de 1958       | Carlos Ibáñez del Campo                                                    |
| 15  | Roberto Schmied Marambio      | 1 de marzo de 1958       | 4 de noviembre de 1958   | Carlos Ibáñez del Campo                                                    |
| 16  | Máximo Honorato Cienfuegos    | 4 de noviembre de 1958   | 28 de diciembre de 1960  | Jorge Alessandri Rodríguez                                                 |
| 17  | Emilio Oelckers Hollstein     | 28 de diciembre de 1960  | 11 de junio de 1969      | Jorge Alessandri Rodríguez Eduardo Frei Montalva                           |
| 18  | Luis Jaspar Da Fonseca        | 11 de junio de 1969      | 3 de noviembre de 1970   | Eduardo Frei Montalva                                                      |
| 19  | Emilio Cheyre Toutin          | 3 de noviembre de 1970   | 17 de abril de 1971      | Salvador Allende Gossens                                                   |
| 20  | Eduardo Paredes Barrientos    | 17 de abril de 1971      | 7 de agosto de 1972      | Salvador Allende Gossens                                                   |
| 21  | Arsenio Poupin Oissel         | 7 de agosto de 1972      | 12 de diciembre de 1972  | Salvador Allende Gossens                                                   |
| 22  | Alfredo Joignant Muñoz        | 12 de diciembre de 1972  | 11 de septiembre de 1973 | Salvador Allende Gossens                                                   |
| 23  | Ernesto Baeza Michelsen       | 11 de septiembre de 1973 | 12 de agosto de 1980     | Augusto Pinochet Ugarte                                                    |
| 24  | Fernando Paredes Pizarro      | 12 de agosto de 1980     | 10 de marzo de 1990      | Augusto Pinochet Ugarte                                                    |
| 25  | Horacio Toro Iturra           | 11 de marzo de 1990      | 19 de marzo de 1992      | Patricio Aylwin Azócar                                                     |
| 26  | Nelson Mery Figueroa          | 20 de marzo de 1992      | 2 de octubre de 2003     | Patricio Aylwin Azócar Eduardo Frei Ruiz-Tagle Ricardo Lagos Escobar       |
| 27  | Arturo Herrera Verdugo        | 2 de octubre de 2003     | 26 de junio de 2009      | Ricardo Lagos Escobar Michelle Bachelet Jeria                              |
| 28  | Marcos Vásquez Meza           | 26 de junio de 2009      | 19 de junio de 2015      | Michelle Bachelet Jeria Sebastián Piñera Echenique Michelle Bachelet Jeria |
| 29  | Héctor Espinosa Valenzuela    | 19 de junio de 2015      | 10 de junio de 2021      | Michelle Bachelet Jeria Sebastián Piñera Echenique                         |
| 30  | Sergio Muñoz Yáñez            | 10 de junio de 2021      | 15 de marzo de 2024      | Sebastián Piñera Echenique Gabriel Boric Font                              |
| 31  | Eduardo Cerna Lozano          | 20 de marzo de 2024      | En el cargo              | Gabriel Boric Font                                                         |